# 時の密室
『時の密室』（ときのみっしつ）は、芦辺拓による日本の推理小説作品。

## 概要
「森江春策の事件簿シリーズ」の10作目（長編としては9作目）のミステリー。
1996年に発表された『時の誘拐』の姉妹編に当たる物語（但し、ストーリーは独立した全くの別物）。
- 本格ミステリベスト10 2002年版 第2位
- 週刊文春傑作ミステリーベスト10 2001年度 第8位

世紀を隔てた3つの密室事件が主軸となっている。

## 書籍情報
- 単行本：2001年3月、立風書房より刊行（ISBN 4651660819）
- 文庫本：2005年3月、講談社文庫より刊行（ISBN 4062750368）

## 事件概要

### 河畔の密室
明治9年（1876年）7月、大阪、川口外国人居留地。福井の三国から仕事の関係で、一時大阪へ帰ってきたお雇い外国人のエッセルは、貿易商のベームラーと間違われ、襲われた。
安治川橋を渡り、居留地内のどこかの洋館らしき建物に連れて来られたエッセルは、しかし、そこでベームラー本人の死体を目の当たりにする。その後、ベームラー商会から火の手が上がり、エッセルは救出されたものの、ベームラーの死体は跡形もなく消えていた。居留地の造り上、現場は大きな密室状態であることが判明する。

### 水底の密室
1970年夏、医大生の氷倉寛一は、高校時代の同級生・宇堂とその友人ら4人と夜遅くまで飲んでいた。宇堂に起こされ、時計を見ると午前1時半、2時から始まるラジオ番組「チャチャ・ヤング」をどうしても聞きたかった氷倉は、宇堂に見送られ安治川河底トンネルを通って帰途に着く。間もなく出口、というところで、つい先程まで一緒に飲んでいた仲間の一人の死体を発見する。そしてその直後、氷倉自身も何者かに後頭部を殴られ気絶してしまう。
彼の前にも後ろにも誰もいなかった、そして見送った宇堂以外の2人にはアリバイがあった。

### 水上の密室
そして、2001年。森江春策は、ある事件の身代金として、エッシャーの版画を運ばされることになった。犯人が受け渡し方法に指定してきたのは、水上バス・アクアライナー。近づくことも逃げることもできない水上の密室で、犯人はどのようにして身代金を奪うつもりなのか。

## 登場人物

### 明治の事件
ゲオルギ・アルノルド・エッセル
オランダ・ハーグ出身。王立アカデミーで道路建設と治水を学んだお雇い外国人。大阪湾の港築造の治水技師として来日。ファン・ドールンにより、一等工師に抜擢された。主に、淀川の改修に取り組む。
フランク・メジャー
イギリス人。委託売買をしながら、神戸外国人居留地で発行されている英字新聞「兵庫ニュース」の通信員を副業としている。エッセルが苦手とする人物。
ファン・ドールン
エッセルの知人で、エッセルより一足先に主任技師として来日していた。増員が必要となり、エッセルを推薦した。二等工師リンドウと共に、首都で利根川などの治水を手掛けた。
ヨハネス・デレーケ
叩き上げの技師で、エッセルよりはるかに有能だが、学歴がないために軽く扱われる。四等工師。
ハンス・ベームラー
自称・貿易商。詐欺まがいの商法で荒稼ぎをしていると噂される。
日向 六郎太（ひゅうが ろくろうた）
大阪府警察の四等巡査。詐欺師・仙田輪吉を追っている時に、エッセルに助けられ恩義を感じる。
赤城 彦馬（あかぎ ひこま）
六郎太の上司。七等警部。東町奉行所の同心の家の生まれ。維新の影響で警察官に。
仙田 輪吉（せんだ わきち）
通称・壺算の輪吉。名うての詐欺師。
ドール
イギリス人。居留地の警察官。治外法権を振りかざす乱暴者。
おまつ
日本人女性。本名・杉本ふさ。エッセルの現地妻。エッセルに日本語を教え、自分は英語やオランダ語を学び、時には通訳もした。
クリスチャン・J・エルメリンス
大阪府病院で主任医師として勤務する。エッセルより2歳年上の医学博士。同じオランダ出身で、来日後間もなく友人になった。

### 昭和・平成の事件
森江 春策（もりえ しゅんさく）
本職は刑事専門の弁護士。勤め人から弁護士へ転職した。職業や性別、趣味嗜好、世代などで人間を色分けすることを好まない。方向音痴気味で味覚が子どもっぽい。
新島 ともか（にいじま ともか）
森江の助手兼秘書。
宇堂 祥吉（うどう しょうきち）
ウドー・ファイナンスという消費者金融の社長。帰宅途中、何者かに絞殺される。
早船 光太郎（はやふね こうたろう）
商社マン。宇堂と同じ大学出身。福井県出身。仲間内では一番の出世頭。
大輪 洋（おおわ ひろし）
喫茶店「異人街」を経営する。宇堂と同じ大学出身。
氷倉 寛一（ひくら かんいち）
開業医。宇堂とは高校の同級生だが、早船・大輪らとも親交があった。昭和45年の事件の遠見の遺体の第一発見者。
遠見 高明（とおみ たかあき）
宇堂と同じ大学出身。昭和45年に安治川河底トンネルで何者かに殺された。他の3人に比べると、普段から物静かな性格だったと氷倉は語る。
汐路 茂（しおじ しげる）
51歳。無職。富田林市在住。宇堂殺しの容疑者。森江が弁護を担当する。
若い頃、機動隊員として学生紛争に駆り出され、当時学生だった宇堂・早船・大輪・遠見らに袋叩きにされ、体が不自由になってしまった。
山松 信之（やままつ のぶゆき）
自室から宇堂殺しを目撃する。浪人生。
早船 綾音（はやふね あやね）
早船光太郎の娘。高校生。美少女。父親のことが大好き。
世良 彩子（せら さいこ）
大輪の前妻。エスニック料理店「ラテルナ・マジカ」を経営する。
来崎 四郎（きざき しろう）
仮名文字新聞の記者。